# Antonio Harvey
Antonio Harvey (ur. 6 lipca 1970 w Pascagoula) – amerykański koszykarz występujący na pozycji silnego skrzydłowego, w latach 2005–2016 prowadził radiowe relacje ze spotkań zespołu Portland Trail Blazers.
Podczas NBA Expansion Draftu w 1995 roku został wybrany z numerem 6 przez Vancouver Grizzlies.
W kwietniu 2004 roku został mianowany generalnym menadżerem oraz głównym trenerem zespołu ABA – Portland Reign.

## Osiągnięcia
Na podstawie, o ile nie zaznaczono inaczej.
College
- Uczestnik turnieju NCAA (1991)
- Zawodnik Roku:
  - konferencji CIAC NAIA (1993)
  - dystryktu (1993)
- Zaliczony do:
  - I składu:
    - NAIA All-American (1993)
    - turnieju:
      - CIAC (1992, 1993)
      - NAIA (1992)

Drużynowe
- Uczestnik rozgrywek Pucharu Koracia (1998/99)

Indywidualne
- Zaliczony do I składu defensywnego USBL (1993)
- 2-krotny zwycięzca konkursu wsadów ligi greckiej (1997, 1998)
- Uczestnik:
  - konkursu wsadów podczas NBA All-Star Weekend (1995)[6]
  - meczu gwiazd ligi greckiej (1997, 1998)
- Lider USBL w blokach (1993)